# Ternstroemia acrodantha
Ternstroemia acrodantha là một loài thực vật có hoa trong họ Pentaphylacaceae. Loài này được Kobuski & Steyerm. miêu tả khoa học đầu tiên năm 1952.